# Stelle principali della costellazione del Telescopio
Segue un prospetto delle stelle principali della costellazione del Telescopio, elencate per magnitudine decrescente.